# José Antonio Roca
José Antonio Roca García (* 24. Mai 1928 in Mexiko-Stadt; † 4. Mai 2007 ebenda) war ein mexikanischer Fußballspieler und -trainer.

## Biografie

### Spieler
Während seiner aktiven Spielerlaufbahn stand Roca beim CF Asturias, beim Club Necaxa, beim CD Zacatepec und beim CF Atlante unter Vertrag.
Zwischen 1949 und 1952 absolvierte er insgesamt zehn Länderspiele, darunter auch alle drei Spiele, die die Mexikaner bei der Fußball-Weltmeisterschaft 1950 bestritten. Auch 1954 und 1958 gehörte der gelernte Verteidiger zum WM-Aufgebot der mexikanischen Nationalmannschaft, kam aber nicht zum Einsatz.

### Trainer
Nach Beendigung seiner Spielerlaufbahn bekleidete Roca einen administrativen Posten beim Mexikanischen Fußballverband, bevor er 1970 einen mehrjährigen Trainerposten beim Club América übernahm. Gleich in seiner ersten Trainersaison 1970/71 führte er die Mannschaft auf Anhieb zur Meisterschaft; es war übrigens die erste Fußballmeisterschaft in Mexiko, in der der Meister nicht aufgrund einer Gesamttabelle ermittelt wurde. In jener Saison wurde die Meisterschaft erstmals in zwei Staffeln ausgetragen und die beiden Staffelsieger standen sich im Finale gegenüber. Hier konnte sich América (mit 0:0 und 2:0) gegen Deportivo Toluca durchsetzen.
In der folgenden Saison 1971/72 erreichte América – diesmal über ein vorgeschaltetes Halbfinale – erneut das Finale, das diesmal in nur einem Spiel ausgetragen wurde, weil beide Finalisten aus Mexiko-Stadt kamen und somit kein Hin- und Rückspiel erforderlich war. Das Finale im Aztekenstadion, der ureigensten Heimat des Club América, ging jedoch mit 1:4 gegen die erst vor Saisonbeginn von Jasso in die Hauptstadt verzogene Mannschaft des CD Cruz Azul verloren. Dieses Spiel markierte den Beginn des Clásico Joven.
Nachdem América in den nächsten Jahren die „Endrunde der vier Besten“ jeweils um wenige Punkte verpasst hatte, wurde Roca zum Saisonende 1974/75 als Cheftrainer abgelöst. Vorher gelang ihm mit América aber noch der Gewinn der Copa México in der Saison 1973/74. In den Finalspielen hatte sich seine Mannschaft mit 2:1 und 1:1 gegen Cruz Azul durchgesetzt und somit für die zwei Jahre zuvor erlittene Finalniederlage um die mexikanische Meisterschaft revanchiert. In dem anschließenden Supercup-Finale gegen den damaligen „Serienmeister“ Cruz Azul unterlag América dann wieder mit 1:2.
Während seiner Zeit bei América, dem traditionellen Erzrivalen des Club Deportivo Guadalajara galt Roca übrigens als „el antichiva número uno de México“, als größter Feind des Vereins aus Mexikos zweitgrößter Stadt Guadalajara. So verbot er seinen Spielern beim Superclásico den Trikottausch.
Nach seiner Zeit bei América trainierte er diverse mexikanische Vereine und beendete seine Trainerlaufbahn 1988 in Diensten von Ángeles de Puebla, die zur gleichen Zeit ihr finanziell nicht lohnendes Erstligaabenteuer durch Lizenzverkauf an Santos Laguna beendeten. Höhepunkt seiner Trainerlaufbahn war der Posten als Cheftrainer der mexikanischen Nationalmannschaft, die am 1. Februar 1977 mit einem 5:1-Sieg gegen Jugoslawien so hoffnungsvoll begann und mit drei deftigen Niederlagen gegen Tunesien (1:3), Deutschland (0:6) und Polen (1:3) bei der Fußball-Weltmeisterschaft 1978 ernüchternd endete.